# Історія Ростовської області

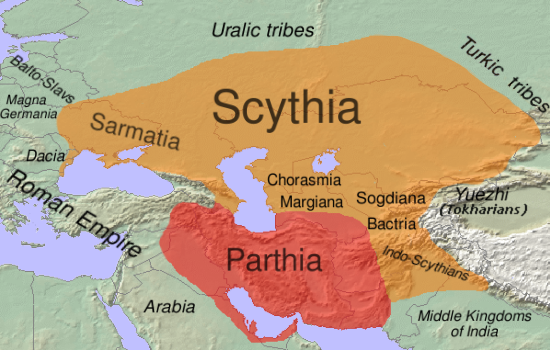
Центральна Азія в I тис. до Р. Х.: Скіфія, Маргіана, Парфія, Согдіана, Хорасмія

Донщина у давні часи відносилася до країни, що називалася спочатку у греків Скіфія (або Скитія); у римлян Сцитія, або Танаїсом (за річкою Танаїс, сучасному Дону); у римських істориків І сторіччя — Сарматія; у русів — Хазарія; у арабів — Казарія й Газарія; у візантійського імператора Костянтина Багрянорідного (X сторічч) — південне Подоння (до Кавказу названо Касогія або Казахія).
За руськими літописам XIV й XV сторіч цей край називався «Полем», й нерідко «Диким полем».
З половини XVI сторіччя московські царі від Івана Грозного всі володіння козаків називають «Дон».

## Археологія
Стародавні люди мешкали вздовж річки Дон починаючи з кам'яної доби. Їх стоянки виявлені майже за всією течією Дону.
До кінця середнього віллафранка (2,1—1,97 млн років тому) відноситься фрагмент плеснової кістки верблюда виду Paracamelus alutensis (№ 35676 в колекції ЗІН РАН) зі слідами рубки й пиляння-різання кам'яним знаряддям. Кістка була знайдена М. К. Верещагіним у 1954 році в Ливенцівському кар'єрі (на Ливенцівці) на західній околиці Ростова-на-Дону разом з іншими фауністичними залишками у хапрівській аллювіальній товщі, що відноситься до руслової фації стародавнього-Дону. У кар'єрі поблизу Матвієва Кургану виявлено розщеплені кремені разом із залишками типового хапровського фауністичного комплексу: Mastodon arvernensis, Hipparion sp., Archidiskodon meridionalis, Struthio та інші. Під час існування хапровського (верхньовіллафранкського) комплексу на півдні Руської рівнини були савани з м'яким теплим кліматом.
Нижньо-давньокам'яні пам'ятки Хрящі й Михайловське, розташовані у гирлі Сіверського Дінця на Нижньому Подонні, близькі до клектонської культури Англії та Німеччині.
Найдавніші археологічні пам'ятки ашельської культури, що виявлені у Ростовській області, відносяться до середньої давньокам'яної доби (100—150 тисяч років тому) є поодинокими знахідками знарядь древньої людини. Вони виявлені на узбережжя Таганрізької затоки, у гирлі Сіверського Дінця та в інших місцевостях. Люди на той час займалися полюванням й збиральництвом.
Більш численні знахідки, що відносяться до мустьєрської доби. Люди мустьєрської культури мешкали тут за 40-50 тисяч років тому. Основним засобом їх існування було полювання на бізонів, коней, гігантських оленів, деяких хижаків (лев, ведмідь), що жили в ті далекі часи на території Донського краю. Знаряддя праці виготовлялися в мустьєрську епоху вже не з масивних шматків кременю, а з тонких сколів. Це були ножі, скребла, гостроконечники. На північному узбережжі Таганрозької затоки виявлено більше 25 мустьєрських стоянок (Рожок I—III, Левинсадовка, Біглицька, Носово I та інші). На багатошаровій стоянці Рожок 1 (микулинський інтергляціал) у IV (мустьерському) шарі було виявлено корінний зуб палеоантропа, в морфології якого, поряд з архаїчними особливостями, виділено й сапієнтні.
Біля хутора Кремінського Костянтинівського району розташована багатошарова стоянка Бирюча балка 2, що була заселена в період 44-26 тис. років тому.
Для культурного шару стоянки Юловська на березі Веселовського водосховища отримані радіовуглецеві дати в інтервалі від 15290 до 24480 років.
Люди пізньої давньокам’'яної доби навчилися полювати за допомогою загонів й ловчих ям на великих тварин: мамутів, зубрів; поряд з цим займалися й полюванням на дрібних звірів, риб й птахів. У зв'язку з полюванням на великих тварин люди селилися у зручних місцях родовими групами. Люди цього часу вміли користуватися вогнем, носили різноманітний одяг, зшитий зі шкір й шкур, освоїли техніку плетіння, різьблення по дереву та кості. На пізньо-давньокам'яних стоянках Нижнього Наддоння виявлені дуже різноманітні знаряддя (Кам'яна Балка ІІ). До цього часу відносяться й перші магічні фігурки тварин й людей — з кістки, рогу, з глини з домішкою жиру.
В кінці пізньо-давньокам'яної та за середньокам'яної доби (Раздорська II) біля 14-6 тисяч років до Р. Х., через відхід великих тварин на північ, населення перейшло до кочового способу життя.
Близько станиці Раздорська виявлено стародавнє новокам'яне поселення Раковинний Яр, нижні шари якого датуються другою половиною VII тисячоріччя до Р. Х. й стоянка Раздорська 2, що датується останньою чвертю 8 тис. — першою чвертю 7 тис. до Р. Х..
Петрогліфи з хутора Скельновський були створені близько 5 тис. років тому.
Чотириколісний візок з похоронного комплексу Улан IV західноманицької катакомбної культури у Ростовській області була виготовлена в XXIII сторіччі до Р. Х.. Сліди матеріальної культури бронзової доби зберегла також Ливенцівська фортеця, що розташована на околиці сучасного Ростова-на-Дону. Під час археологічних розкопок там виявлено залишки фортифікаційних споруд, мідні та кам'яні знаряддя праці, посуд, наконечники стріл.
Кімерійці, скіфи, савромати, алани, змінюючи один одного, заселяли Подоння в різні періоди залізної доби.
Поблизу станиці Єлисаветинська розташоване Єлизаветівське городище площею близько 44 га (Танаїс лише 20 га), що було у VI по III сторіччях до Р. Х. адміністративним, торговим й ремісничим центром у Північно-Східному Надозів'ї, в якому розміщувалася ставка скіфської родоплемінної знаті. Поблизу городища перебували кургани та могильники, найбільш відома з яких група курганів «П'ять братів».

## Стародавня історія

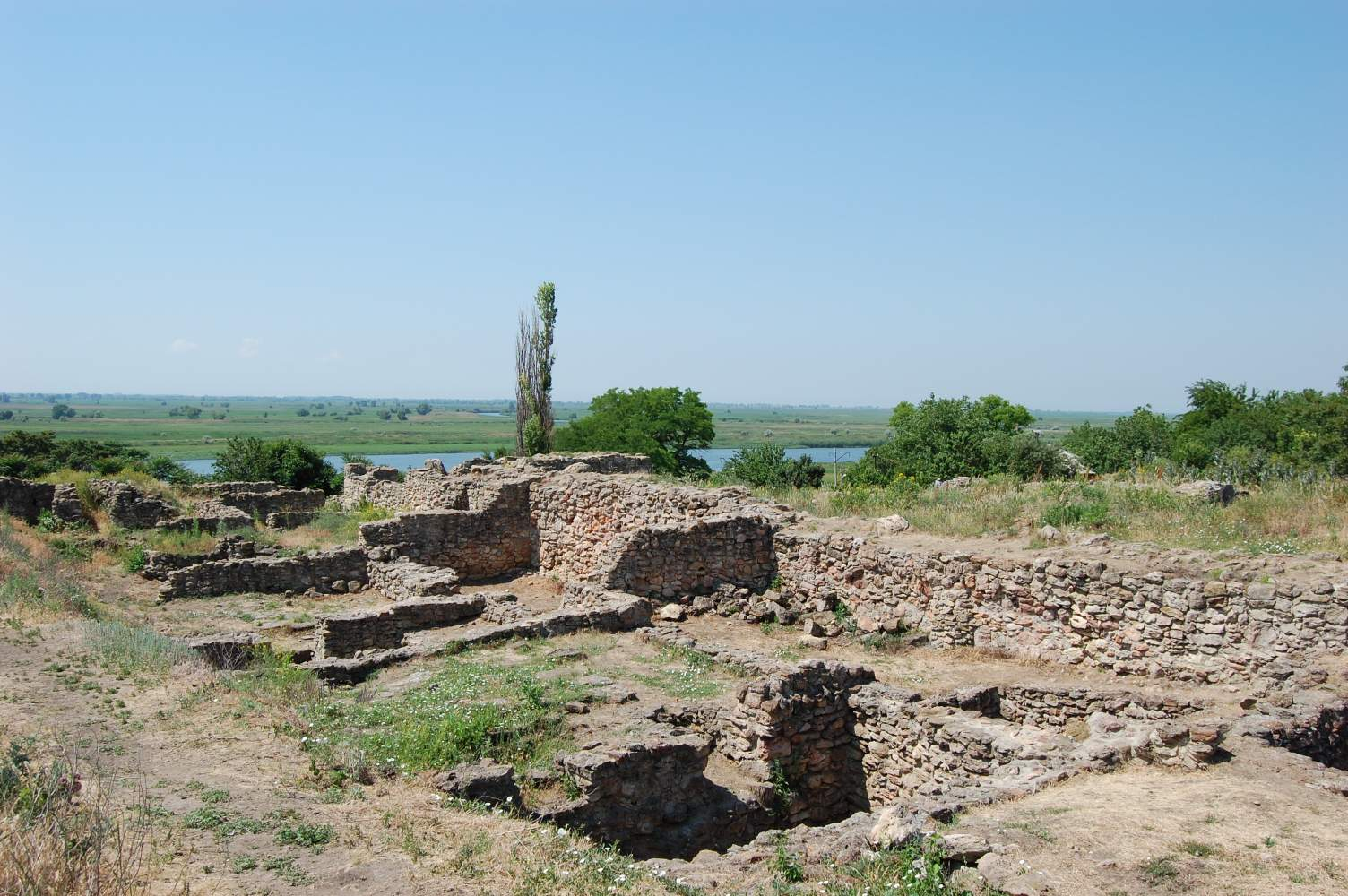
Заповідник «Танаїс». Садиби розкопу, 2007 рік

У Наддонні існували грецькі колонії: великий торговельний й ремісничий центр — місто Танаїс й невелике місто Кремни (її розташовують у Запорізькому, Донецькому або Ростовському Надозів'ї)— найпівнічніша й одна з трьох відомих ранніх давньогрецьких колоній. Придатні для хліборобства землі Надозів'я й Нижнього Наддоння привертали сюди грецьких колоністів.
У Ростовської області до сучасного Константиновська на сході за стародавньої доби розташовувалися землі Боспорської держави, що у кінці I сторіччя після Р. Х. було знайомо з раннім християнством, завдяки висланим в ці місця, як політичних злочинців його носіями. Християни-вигнанці знайомили місцеве населення зі вченням Євангелія.
У городищах біля гирла були переселені меоти.
Другою половиною I сторіччя датується сарматський курган Хохлач, в якому виявленоНовочеркаський скарб
На Донщині кочували алани-танаїти. Битві на Танаїсі першої половини 370-их років завершила гуно-аланську війну 360-х — 370-х років поразки аланів, після чого вони доєдналися до гунів у наступній війні проти Готської держави.
Переживши у своїй багатовіковій і бурхливої історії періоди розквіту і занепаду, грецькі міста впали під ударами численних кочових народів, що просувалися донськими степами зі Сходу на Захід. На кілька століть квітучий край перетворився у пустелю, де лише час від часу зупинялися кочівники..

## Середньвіччя

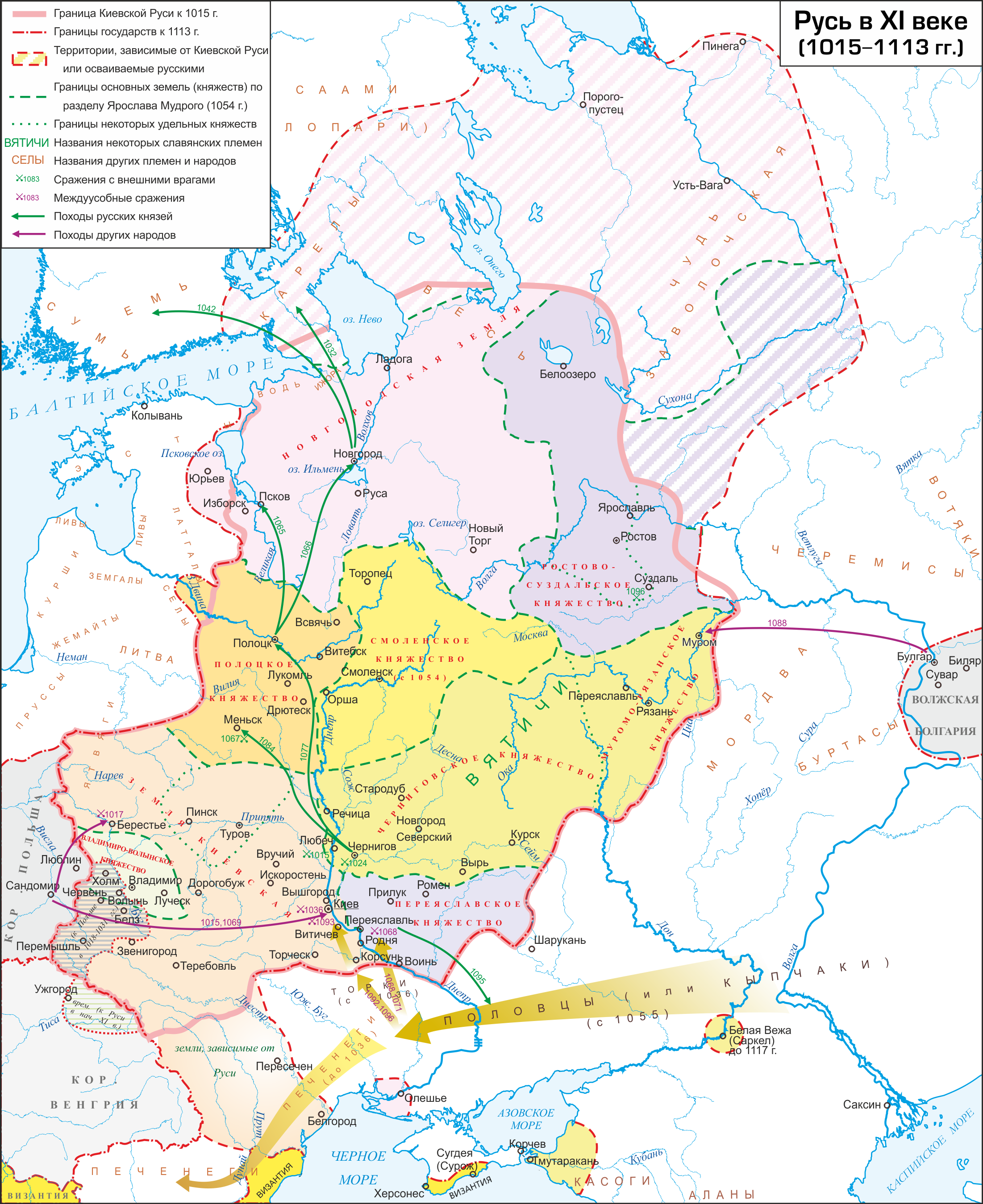
Біла Вежа й Тмутаракань на мапі Русі XI сторіччя

У IV сторіччі на Донщині з'явилися авари (слов. обри).

### Хозарський каганат
За аварами з'явилися хозари, що заснували свої поселення й збудували фортецю Саркел. Постійно здійснюючи набіги на південні землі Русі, вони представляли серйозну загрозу для руської держави. Дружини київського князя Святослава виступили в похід проти хозар й розгромили їх. Фортеця Саркел була взята штурмом, й незабаром на її місці виник слов'янське місто Біла Вежа. Через постійні напади войовничих кочовиків, руси полишили Білу Вежу.
Одним із суперечливих історичних періодів на Подонні є раннє середньовіччя. Фортецею Саркел не було єдиним явищем тієї доби. Наддоння Хозарського держави складалося з цілого ланцюга фортець й поселень. Лише в районі Цимлянського водосховища розташовувалося кілька фортець й поселень, що наштовхує на думку про якийсь центр. Далі ми знаємо й інші фортеці, наприклад, Семикаракорська має більші розміри за Саркельську (Лівобережне городище). Відомо, що було городище й у Великій Мартинівці, залишки хозарської фортеці на острові Куркін, що деякі дослідники асоціюють з містом Ахас. Існувало городище й над річкою Манич біля лиману Чепрак з умовною назвою Великокнязівське (місто Пролетарськ).

### Кочовики
На Донщину прийшли болгари, пройшли угри та згодом закочували печеніги.

### Половецька доба
Половці посунули печенігів на захід. Вони захопили степові простори Наддоння, Кубані, Надозів'я, руське Тмутараканське князівство й десятки років спустошували околиці Русі.
На початку XIII сторіччя на Подоння прийшли монголо-татари. Перед загрозою їх навали половці, кинули колишню ворожнечу, звернулися за допомогою до русів, й у 1223 році на річці Калці відбулася битва з монголо-татарами, що закінчилася повною поразкою половців й русів.

### Монголо-татарська доба

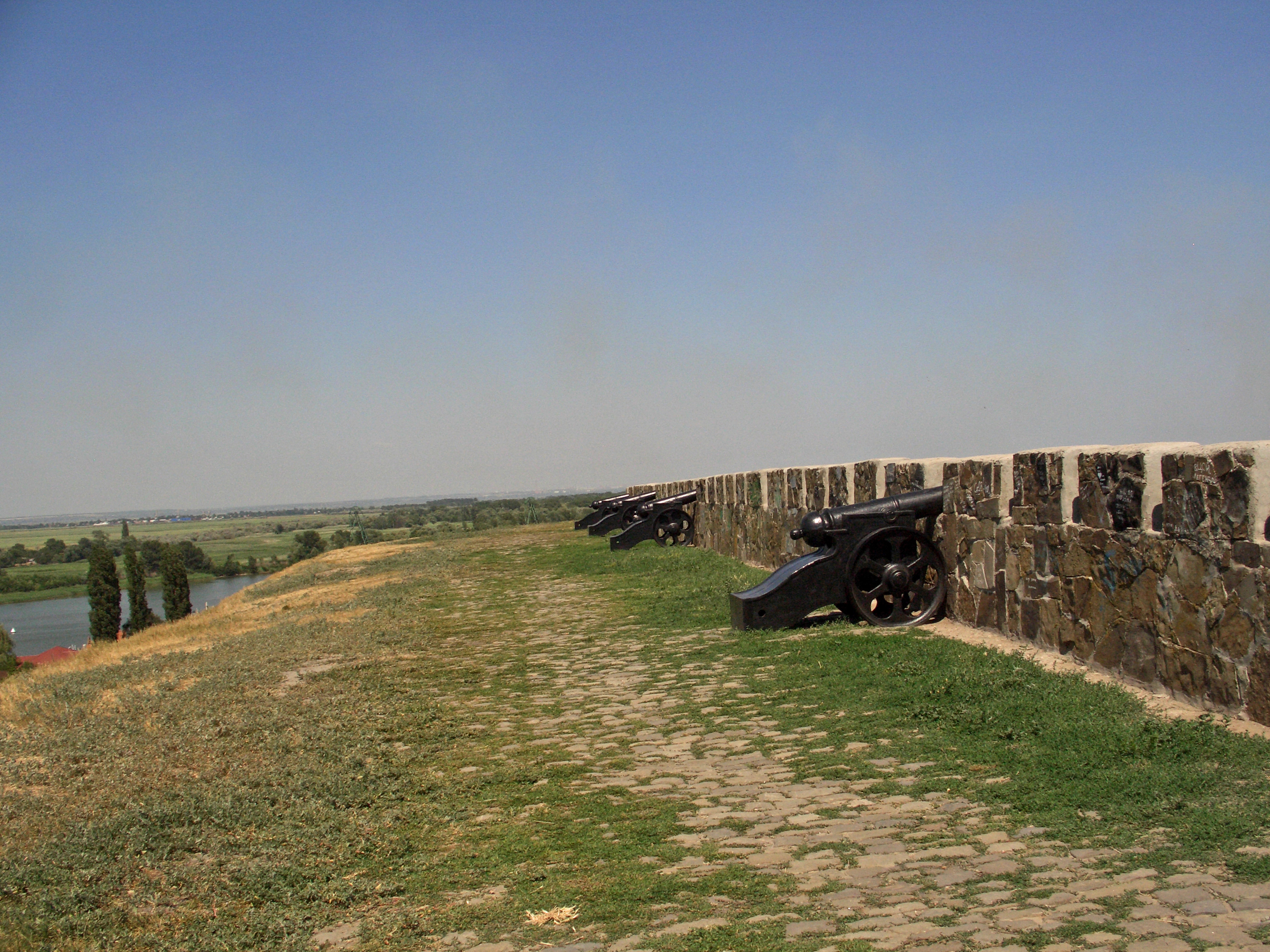
Залишки фортеці в Азові

Після битві на Калці Донщина надовго потрапила під владу Золотої Орди. На березі Азовського моря виникло золотоординське місто Азак (Азов), вигідне географічне положення якого перетворило його на великий торговий центр. Велику роль у торгівлі між Сходом й Заходом грала генуезько-венеціанська колонія Тана.
В кінці XIV сторіччя на Дон вторглося військо Тимура, що остаточно розгромило південно-західну частину Золотої Орди. Тоді впали й були розграбовані Азак й Тана.
У XV сторіччі, скориставшися занепадом Золотої Орди, узбережжя Азовського моря захоплює Османська імперія. Азак перейменовується на Азов, який османи перетворили на могутню фортецю. Звідси постійно виходила загроза турецької навали на південно-східні кордони Московського царства. З цього часу між Московією й Туреччиною почалася багатовічна й кровопролитна битва за Азов.

## Новий час
У XV сторіччі починають влаштовуватися прикордонні засіки, ставляться сторожові вежі, зводяться фортеці. На Донщині, як й на решті степів України й європейської Росії з'являються вільні люди — козаки. Їх походження пов'язують з ранішнім, щонайменше частково, слов'янським населенням — бродниками. Є відомості, що першим козацьким містечком й з 1500-их років центром козацтва на Подонні були Роздори.
Українсько-литовський магнат з Волині Дмитро Вишневецький у 1553 році на власний кошт, звів на острові Мала Хортиця першу Запорозьку Січ, що була форпостом у боротьбі проти татарсько-ногайської агресії. У боротьбі Вишневецький на Подонні й згодом на Передкавказзі мав союзником проти татар Велике князівство Московське. 1556 року запорозькі козаки Донщини допомогли Московському царству знищити й приєднати Астраханське ханство.
У 1560 році він створив іншу важливу військову базу запорожців на Подонні — Черкаськ (тепер Черкаськ є Старочеркаською станицею), що потім, у 1645—1806 роках, був столицею Дінського козацтва. У середині XVI сторіччя на Донщині виникають інші козачі містечка: Митякин, Манич. що відображає початок панування козаків.
3 січня 1570 року грамотою московського царя Івана Грізного створюється Головне Донське військо, що ставало автономним військовим формуванням у складі Московського царства, тим самим московським царем козацька Донщина відділялася від Запорозької Січі й Речі Посполитої. Столицею Головного Донського війська до 1622 року були Роздори. У 1622—1637 роках отаманським містом стала станиця Монастирський Городок; у 1637—1642 роках — місто Азов; у 1642—1645 роках — станиця Махин Острів; а з 1645 року — місто Вишнивецького — Черкаськ.
Самоврядування Війська Донського було справді демократичним, всі посади були виборними, слово отамана — закон. Високо цінувалася честь, гідність й мужність козака. Вищим органом влади Війська Донського стає Коло, що збирався в головному місті війська — Черкаську.
Після участі дінських козаків у Селянській війні в Росії 1670 року на чолі зі Степаном Разіним московський цар був вимушений скасувати донську самостійність. 1671 року Головне Донське військо присягнуло на вірність московському цареві й Московській державі, втративши свою самостійність. Після присяги почали іменуватися Донським козацьким військом. Козаки стають замкнутим військово-служивим станом. Вони мали велику особисту свободу, не несли повинностей, не сплачували податки, мали право носити одяг старого покрою.
Втративши автономію дінське козацтво активно виступало проти царської влади, ведучи селянські війни й повстання під проводом Кіндрата Булавіна (у 1708 році) та Омеляна Пугачова (у 1773—1775 роках).
1711 року землі Яланецької паланки разом з гирлом Дону, Міущиною та Єйщиною були закріплені за запорожцями, коли вони опинилися під протекторатом Османської імперії. З поверненням Запорозької Січі під протекторат Російської імперії 1734 року козаки стикнулися із зазіханнями на ці землі донських козаків. Не маючи сили підпорядкувати собі гирло Дону зброєю, донці вдалися до політики скарг й наклепів, жалкуючися перед російським урядом на запорожців та прохаючи Петербург забрати від українців багаті рибою та сіллю території.
Царський уряд почав політику заселення військових земель Запоріжжя селянами та балканськими переселенцями. Так утворилася адміністративна одиниця Запорожжя на заході сучасної Ростовської області — Яланецька паланка.
Згідно з Сенатським указом 1746 року кордон між запорожцями та донцями пересувався до річці Кальміус (в межах сучасної Донецької області, там де Маріуполь). Таким чином Яланецька паланка ліквідовувалася, її землі віддавалися донським козакам, разом з залишками Озова й Таганрога, що через кілька десятиліть було відбудовано і передано до російської воєнної адміністрації. Так Донське козацьке військо за рахунок запоріжців отримало вихід до Озівського моря.
На 1763 році на Донщині було близько 800 хуторів.
Після участі донського війська у Селянській війні 1773—1775 років на стороні Омеляна Пугачова козаки зазнали покарань. 1775 року Донське козацьке військо втрачає автономність й разом зі східною частиною Новоросійської губернії (Бахмутський повіт й Слов'яносербія) стає основою для відтворюваної Азовської губернії. У межах майбутньої Землі Війська Донського створюються 11 розшукових начальств Азовської губернії.
1783 року з західної частини Азовської губернії й з Новоросійської губернії утворено Катеринославське намісництво; східна частина Азовської губернії — Донське козацьке військо, знову стало самостійною одиницею.
22 травня 1786 року утворена Земля Війська Донського з центром у Черкаську.
Незважаючи на опір російської влади, козаки були включені до складу Російського війська у якості іррегулярного війська. Вони брали участь у всіх війнах Російської імперії того часу. Серед донців стали відомими: Єрмак, Мінаєв, Краснощеков, Іван та Степан Єфремови, Орлов, Платов, Бакланів.
В 1749 році за указом імператриці Єлизавети Петрівни на правому березі Дону в гирлі річки Темерник була заснована митна застава, а в 1761 році почалося будівництво фортеці, що названо ім'ям Святого Димитрія, митрополита Ростовського. З приєднанням у кінці XVIII століття до Росії Надозів'я й Надчорномор'я фортеця втратила своє стратегічне значення і була скасована. Передмістя фортеці — форштадти були перетворені на місто, що у 1806 році отримав офіційну назву — Ростов-на-Дону.

22 травня 1786 року утворена Земля Війська Донського з центром у Черкаську. У 1805 році за ініціативою донського отамана Матвія Платова було закладено місто Новочеркаськ, до якого була перенесена столиця Землі Війська Донського.

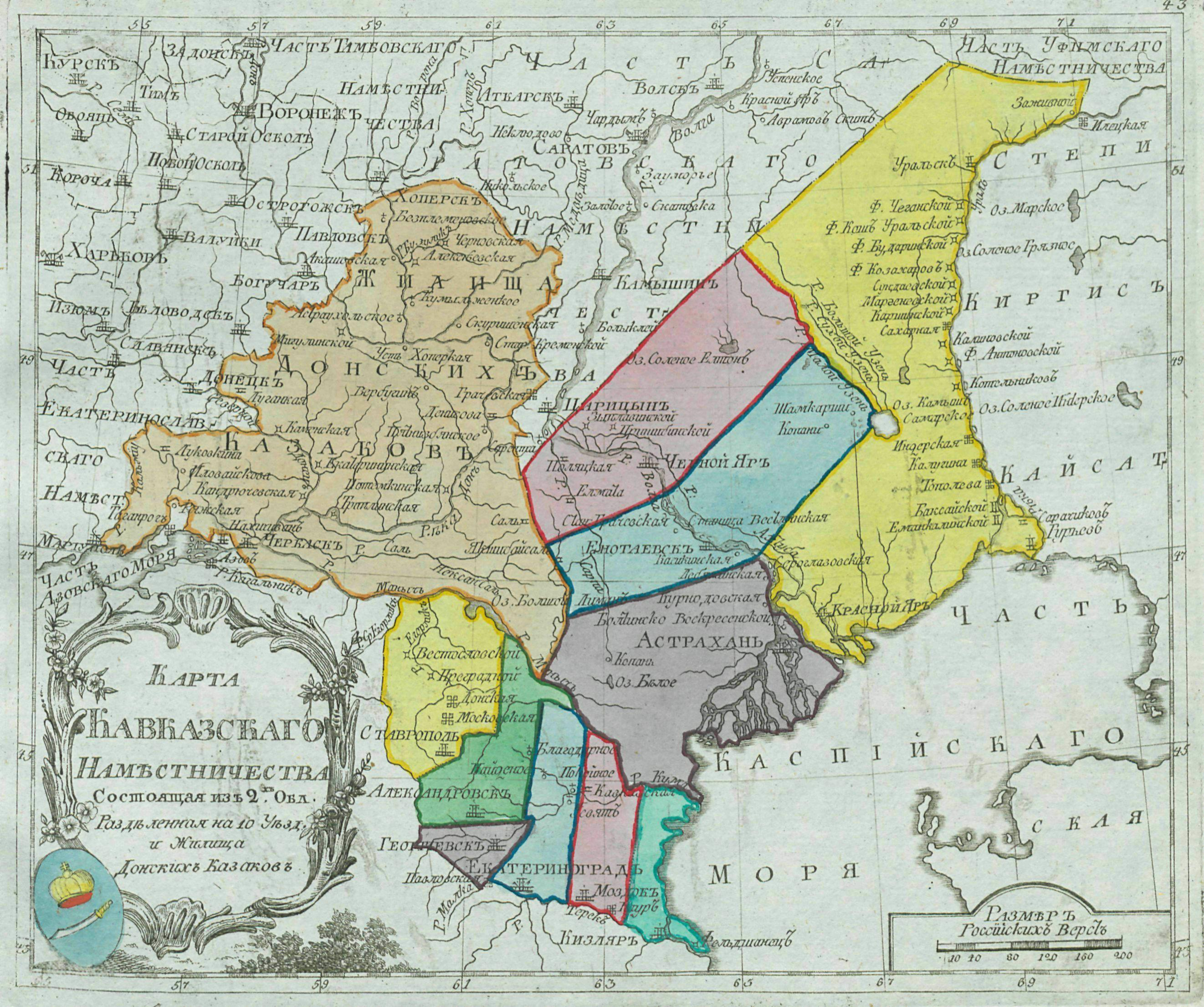
Карта земель донських козаків, 1792 рік

До кінця XVIII сторіччя на Донщині мешкало 225 тисяч осіб, а приблизно через півсторіччя — вже 775 тисяч.
До середини XIX сторіччя на Донщині сформувалися два центри: військово-адміністративний центр Землі війська Донського — місто Новочеркаськ й промислово-торговий — місто Ростов-на-Дону, що, разом з містом Таганріг, відносилося до Катеринославської губернії.
1802 року замість 11 розшукових начальств Земля Війська Донського була розділена на 7 округів й особливе адміністративне утворення Калмицькі кочів'я:Черкаський (місто Черкаськ);Перший Дінський (станиця Ведерниковська), Другий Дінський (станиця Верхньо-Чирська), Усть-Медведицький (станиця Усть-Медведицька); Хоперський (станиця Алексієвська); Донецький (станиця Кам'янська; у Донецькому окрузі існувало лише 6 козацьких станиць, а решту складали слободи й села заселені, переважно, переселенцями з України);Міуський (центр слобода Голодаївка; у Міуському окрузі не було козацьких станиць, а лише слободи й села, що належали донським урядникам з, переважно, українським населенням).
На 1843 рік число хуторів на Донщині зросло до 1820.
У 1859 році чисельність населення в Землі Війська Донського становила майже 900 тисяч.
Провідною хліборобською культурою в донських степах з приходом переселенців стає пшениця. У другій половині 19 сторіччя хліб Донщини все частіше став з'являтися на внутрішньому й зовнішньому ринках. Головними виробниками хліба були козацькі станиці.
21 травня 1870 року було утворено Область Війська Донського. Ця назва зберігалася до 1918 року. В 1884 році було створено 8-й округ — Сальський.
Новочеркаськ залишався центром області до 1920 року.
З приєднанням до Області війська Донського Ростова й Таганрога у 1888 році було створено Ростовський округ, а Міуський округ, об'єднано з Таганрозьким градоначальством, отримав найменування Таганрізького округу.
Станом на 1870 рік в Області війська Донського налічувалося 112 козацьких станиць з населенням майже 340 тис. осіб і 118 селянських волостей, у яких мешкало близько 168 тисяч селян чоловічої статі. В Області війська розташовувалося також 2787 маєтків потомственої шляхти.

## Новітня історія

### Громадянська війна у Росії

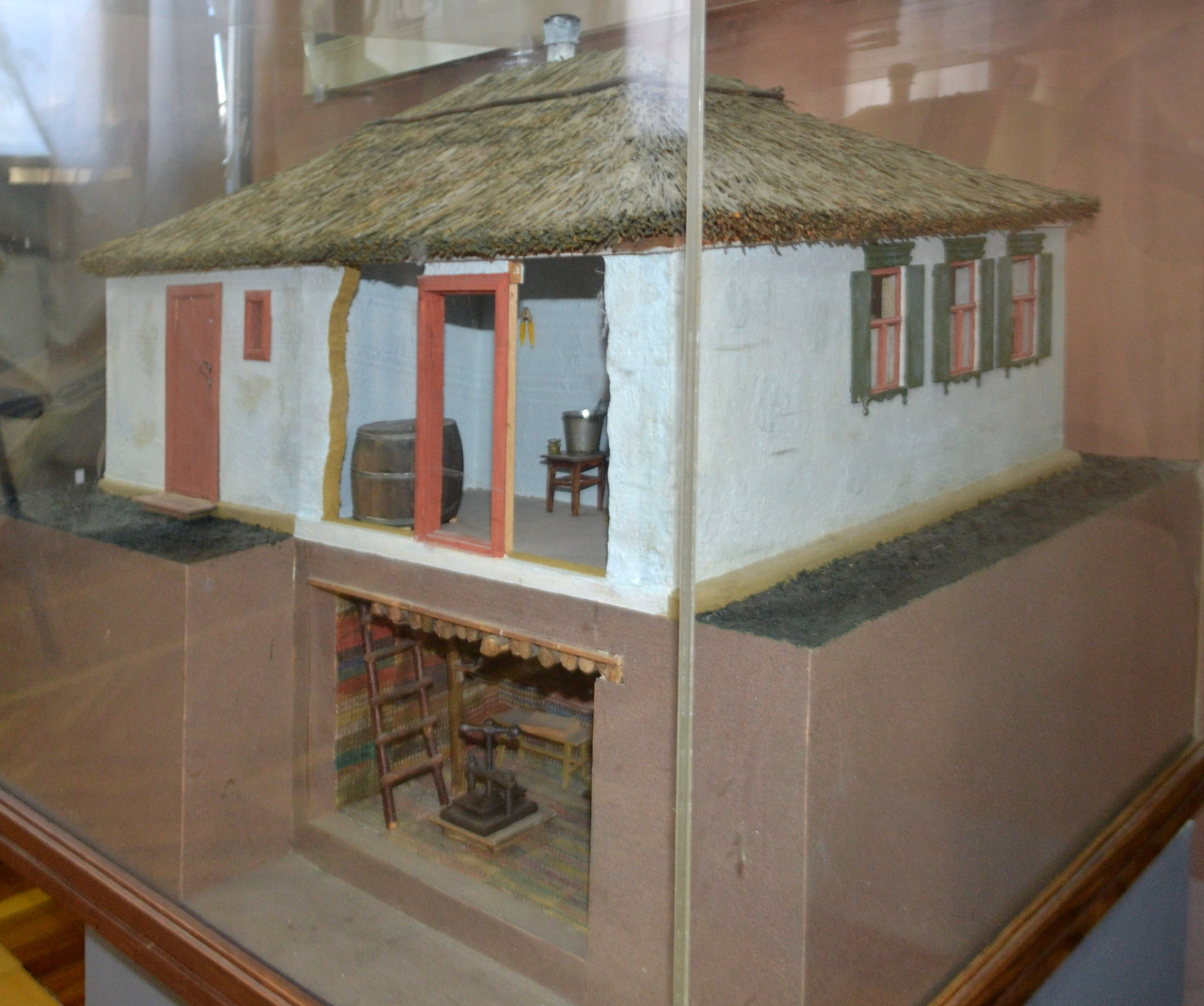
Макет підпільної друкарні в Азовському історико-археологічному та палеонтологічному музеї-заповіднику.

Жовтневий переворот 1917 року привів до встановлення Радянської влади на Дону. Була створена Донська Радянська Республіка. Після її падіння Військової коло перейменував Область Війська Донського у Всевелике Військо Донське, проголосивши у вересні 1918 року його самостійною державою, «заснованим на народоправстві». З встановленням Радянської влади на Дону, на початку 1920 року, Всевелике Військо Донське припинило своє існування і Донський край отримав назву Донської області з центром в р. Ростові-на-Дону.
У період Російської громадянської війни Донщина, була центром спротиву більшовикам й стало краєм кровопролитних боїв.

### Радянська доба
Остаточний удар по донським козакам, що залишилися в СРСР після Громадянської війни, завдали розкозачення, розкуркулення й Голодомор 1932—1933 років.
У 1944 році частина скасована Калмицької АРСР, увійшла до складу Ростовської області.

#### Адміністративний поділ
З 1920 по 1924 роки область входила у знову створену адміністративно-територіальну одиницю під назвою Південний Схід Росії, яка в 1924 році була перейменована в Північно-Кавказький край.
У 1920—1924 роках західні райони області, переважно населені українцями були у складі Таганрізької й Шахтинської округ Донецької губернії УСРР.
У 1934 році Північно-Кавказький край було розділений на Азово-Чорноморський край з центром у Ростові-на-Дону й Північно-Кавказький край з центром у місті П'ятигорську.
13 вересня 1937 року постановою ВЦВК РРФСР Азово-Чорноморський край було розділено на Краснодарський край з центром у м. Краснодарі й Ростовську область з центром у м. Ростові-на-Дону.
Райони області були утворені з існуючих на той час округів: Донецького, Донського, Сальського, Північно-Донського, Таганрозького й Шахтинсько-Донецького.
Першим керівником області (Першим секретарем обкому КПРС) було призначено діяча ЧК/ОГПУ/НКВД Юхима Євдокимова.

#### Керівництво областю
З 1937 по 1991 роки керівництво областю здійснювалося інститутом Перших секретарів Ростовського обласного комітету ВКП(б)/КПРС.
На чолі виконавчої влади були Голови Виконавчого комітету Ростовського обласної ради.

#### Німецько-радянська війна
Під час війни важливе місце зайняли дії радянських військ на Подонні. Вони тривали близько двох років — з жовтня 1941 року по серпень 1943 року. 30 серпня 1943 року, після прориву Міус-фронту, було звільнений останнє місто області — Таганріг.
У фашистському плані «Барбаросса» особливе значення відводилося оволодіння південними районами СРСР. Німці вважали Ростов-на-Дону «воротами» Кавказу й надавали велике значення його взяттю. Особливі нагороди чекали учасників цього маршу. Гітлером був відданий наказ карбувати бронзову медаль «За взяття Ростова». На честь командувача 1-ї танкової армії намічено було перейменувати столицю області в місто Клейст-на-Дону.
Для дій на південному напрямку німецьке командування виділило великі сили: 1-у танкову армію генерала Клейста в складі 2-х моторизованих, 49-го гірнострілецького та італійського експедиційного корпусу. До 22 жовтня 1941 року німецьке угруповання мала у своєму складі 13 дивізій, у тому числі три танкові й дві СС: «Вікінг» та «Адольф Гітлер» й ряд інших частин.
За бойові відзнаки радянських військ при звільненні Ростовської області — 11 з'єднанням й частинам було присвоєно почесні найменування «Донські». Серед них — 1-й гвардійський Донський танковий корпус (ранее 26-й), 2-й гвардійський Тацинський танковий корпус (ранее 24-й), 3-й гвардійський Ростов-Донський винищувальний авіаполк, 130-я и 416-я Таганрозькі стрілецькі дивізії, 5-й гвардійський Зимовниковський мехкорпус, 6-а гвардійська Донська винищувальна авіадивізія, 6-а гвардійська Таганрозька бомбардувальна авіадивізія, 75-й Донський стрілецький полк.

##### Нагороди
- Указом Президії Верховної Ради СРСР у 1982 році за мужність і відвагу, проявлені ростовчанами в роки Великої Вітчизняної війни, місто Ростов-на-Дону був нагороджений орденом Вітчизняної війни I степени.
- 5 травня 2008 року указом президента Російської Федерації № 556 місту Ростову-на-Дону присвоєно почесне звання Російської Федерації «Місто військової слави»[26].

### Сучасна російська доба
Після розпаду СРСР на території Росії спостерігаються непослідовні спроби відродження донського козацтва, де існує велика кількість різних організацій, частиною псевдокозацьких, що використовують символіку без будь-яких наступності.
З радянської доби у 1918—2010 роках Ростов-на-Дону є значним військовим центром, центром Північно-Кавказького військового округу. З 2010 року місто стало центром Південного військового округу. Саме Ростов-на-Дону став центром, з якого виконується Російська гібридна інтервенція на Сході України з 2014 року. З Ростовської області виконувалися військове постачання сепаратистських формувань ДНР й ЛНР, військова підготовка на таборах області; тут зосереджені ударні формування ЗС РФ для забезпечення воєнної підтримки військовим формуванням ОРДЛО.